# Lengkukai
Lengkukai is een bestuurslaag in het regentschap Tanggamus van de provincie Lampung, Indonesië. Lengkukai telt 3822 inwoners (volkstelling 2010).